# Il racconto di Natale di Auggie Wren
Il racconto di Natale di Auggie Wren (Auggie Wren's Christmas Story) è un racconto scritto da Paul Auster nel 1990 per l'edizione di Natale del New York Times.
L'ispirazione per il racconto gli venne dopo aver aperto una scatola di sigari Schimmelpenninck - i suoi preferiti - pensando al tabaccaio di Brooklyn che glieli aveva venduti. Ciò lo portò a riflettere sui rapporti che si instaurano ogni giorno a New York con persone che non si conoscono affatto.

## Trama
Il racconto è incentrato sui rapporti tra un tabaccaio di Brooklyn, Auggie Wren, e uno scrittore, Paul Benjamin, che deve redigere un racconto di Natale su richiesta del New York Times. In crisi di ispirazione, Paul si ritrova a confidare le sue perplessità ad Auggie che si offre di raccontargli la migliore novella di Natale che Paul abbia mai ascoltato. Così, seduti all'interno di una tavola calda nel cuore della vecchia Brooklyn, il tabaccaio racconta allo scrittore come si è procurato la macchina fotografica che ha fatto nascere la sua passione per la fotografia.
La storia risale a dodici anni prima e si svolge a Brooklyn. Dopo aver subito un furto da parte di un ragazzino, Auggie, nel vano tentativo di rincorrerlo, trova il portafoglio del ladruncolo, completo di indirizzo e di foto. Per compassione, decide di non denunciarlo e – la mattina di Natale - pensa di riportarlo al legittimo proprietario. Si reca quindi a casa del ragazzo, in un quartiere piuttosto malfamato e popolare di Brooklyn, e gli apre la porta un'anziana signora, cieca, che - volutamente - scambia Auggie per il nipote, passato a trovarla per il giorno di Natale. Il tabaccaio si presta al gioco e la strana coppia finisce per passare insieme tutta la giornata di festa.
Una volta finito di cenare, Auggie si scusa e si dirige in bagno dove trova sei o sette macchine fotografiche; pensando fossero il bottino di una rapina recente, Auggie ne prende una, pur non avendo mai rubato nulla e pur non avendo mai fatto una foto in vita sua. Non volendo svegliare la donna che nel mentre si era addormentata, Auggie lascia il portafoglio su un tavolo e va via.
A questo punto lo scrittore, affascinato dal racconto, chiede al tabaccaio se è mai più andato a trovarla, e Auggie risponde che qualche mese dopo, sentendosi in colpa per il furto, era tornato per restituirle la macchina, ma l'anziana signora non abitava più là e al suo posto c'era un nuovo inquilino. Paul allora riflette sul fatto che probabilmente la signora era morta, e che quindi Auggie aveva passato con lei il suo ultimo Natale, facendo così una buona azione. Il tabaccaio, però, non è convinto di aver fatto la cosa giusta, ma allo stesso tempo è contento perché finalmente Paul ha la sua storia. Il racconto si chiude con Paul che si chiede se la storia raccontata da Auggie sia vera.

## Trasposizioni cinematografiche
Da questo racconto è stato tratto Smoke, pellicola diretta da Wayne Wang nel 1995, seguita da Blue in the Face.

## Edizioni
- Paul Auster, Christmas Story, il Natale di Auggie Wren, traduzione di Igor Legati, illustrazioni di Jean Claverie, I velieri, Motta Junior, 1998,  p. 32, ISBN 88-8279-032-0.

- Paul Auster, Esperimento di verità. seguito da Il racconto di Natale di Auggie Wren, traduzione di Igor Legati, Massimo Bocchiola, Magiù Viardo, Einaudi Tascabili, Einaudi, 2013,  p. 104, ISBN 88-584-1010-6.